# 21 de grame
21 de grame (engleză 21 Grams) este un film dramatic american din 2003 regizat de mexicanul Alejandro González Iñárritu după un scenariu scris de Guillermo Arriaga. În rolurile principale joacă actorii: Sean Penn, Naomi Watts, Charlotte Gainsbourg, Danny Huston și Benicio Del Toro.

## Titlu
Titlu se referă la un experiment din 1907 care a încercat să arate dovada științifică a existenței sufletului prin înregistrarea unei pierderi de greutate corporală (despre care se spune că reprezintă "plecarea" sufletului) imediat după moarte. Referit ca "experimentul 21 de grame" deoarece un subiect a pierdut "trei sferturi dintr-o uncie" (21,3 grame), experimentul este privit de comunitatea științifică drept eronat. Cotidianul The New York Times a publicat un articol intitulat "Soul Has Weight, Physician Thinks" ("Un medic crede ca sufletul are greutate"), care a dus la popularizarea conceptului că sufletul cântărește 21 de grame.

## Distribuție
- Sean Penn – Paul Rivers
- Naomi Watts – Cristina Peck
- Benicio del Toro – Jack Jordan
- Charlotte Gainsbourg – Mary Rivers
- Danny Huston – Michael
- John Rubinstein – Ginecolog
- Clea DuVall – Claudia
- Eddie Marsan – Reverend John
- Melissa Leo – Marianne Jordan
- Marc Thomas Musso – Freddy
- Paul Calderón – Brown
- Denis O'Hare – Dr. Rothberg
- Kevin Chapman – Alan
- Lew Temple – County Sheriff
- Carly Nahon – Cathy